# Transport kolejowy w Mozambiku

Sieć kolejowa Mozambiku (2011)

Transport kolejowy w Mozambiku – system transportu kolejowego działający na terenie Mozambiku.
W Mozambiku istnieje 4787 km linii kolejowych. Linie mają przylądkowy rozstaw szyn – 1067 mm.
Wszystkie linie są niezelektryfikowane.
Państwowy przewoźnik to Caminhos de ferro do Moçambique (CFM).

## Infrastruktura
Sieć kolejowa Mozambiku składa się z trzech niepołączonych ze sobą sieci położonych na północy, w środku i na południu kraju. Każda z tych trzech sieci zaczyna się w mieście portowym i idzie w głąb kraju oraz dalej do granic państwa. Owe trzy sieci idą:
- z Republiki Południowej Afryki do portu w Maputo,
- z Zimbabwe do portu w Beira
- z Zambii/Malawi do portu w Nacala.

Sieć kolejowa służy głównie przewozom towarów. Przewozy pasażerskie są niewielkie.
Wszystkim trzema sieciami zarządza Caminhos de ferro do Moçambique.

### Sieć północna
Sieć północna (CFM-Norte) składa się z głównej linii z Nacala do granic z Malawi (Entre Lagos) przez Cuambę (610 km) i odgałęzienia od Cuamby do Lichingi (262 km). Kolej jest zarządzana przez Corredor do Norte (CDN) w drodze długoterminowej koncesji, która obejmuje też m.in. sieć kolejową w Malawi.

### Sieć centralna
Sieć centralna (CFM-Centro) składa się z następujących głównych linii:
- linii Machipanda z Beira praz Machipanda do granicy z Zimbabwe (318 km),
- linii Sena z Dondo do granicy z Malawi (Nsanje) i Moatize (335 km).

### Sieć południowa
Sieć południowe (CFM-Sul) składa się z następujących głównych linii, z których wszystkie są zarządzane przez CFM:
- linii Goba do granicy z Eswatini (71 km)
- linii Limpopo do granicy z Zimbabwe (522 km)
- linii Ressano do granicy z Republiką Południowej Afryki (88 km)

## Historia
Pierwsza linia kolejowa w Mozambiku powstała w 1894 roku. Prowadziła z Fontesvilla 75 mil (120 km) w głąb lądu. W 1896 roku przedłużono ją do Beiry, a w 1897 roku do granicy z Rodezją. W 1898 roku poprowadzono ją dalej w gład tego kraju. Pierwotnie miała rozstaw szyn 610 mm, w latach 1899–1900 zmieniony na rozstaw przylądkowy (1067 mm), zastosowany później w przypadku pozostałych linii kolejowych w tym kraju.
Kolej była poważnie dotknięta podczas działań wojennych po uzyskaniu niepodległości przez Mozambik w 1975 roku, po raz pierwszy podczas wojny rodezyjskiej, a następnie podczas wojny domowej w Mozambiku.